# إيفان لوبيز (لاعب كرة قدم)
إيفان لوبيز (بالإسبانية: Iván Edgardo López)‏ هو لاعب كرة قدم هندوراسي، ولد في 5 أكتوبر 1990 في سان بيدرو سولا في هندوراس. لعب مع باريلاس وان.

## وصلات خارجية
- إيفان لوبيز على موقع قاعدة بيانات كرة القدم.إي يو (الإنجليزية)
- إيفان لوبيز على موقع ناشيونال فوتبول تيمز (الإنجليزية)
- إيفان لوبيز على موقع Soccerway.com (الإنجليزية)